# Rothsay (Mid West)
Rothsay is een plaats in de regio Mid West in West-Australië. Het oorspronkelijke dorp werd verlaten.

## Geschiedenis
John Forrest verkende de streek in 1869.
In 1894 vond George Woodley goud in de streek. De plaats werd 'Woodley's Find' genoemd. Tegen 1897 had het Schotse 'Glasgow Syndicate' er verscheidene leases opgenomen. Er ontwikkelde zich een dorp met een driehonderdtal inwoners omheen een goudmijn.
Na een vraag van de plaatselijke 'Progress Association' werd het dorp Rothsay er in 1898 officieel gesticht. Het werd vermoedelijk naar het Schotse plaatsje Rothesay vernoemd. 
In 1902 werd de goudmijn buiten gebruik gesteld omdat de aanwezigheid van koper de extractie van het goud bemoeilijkte. In 1935 werd de mijn heropend maar de aanwezigheid van water zorgde ervoor dat de mijn in 1939 weer inactief werd.
'Metana Minerals' begon er in 1987 terug naar goud te delven, nu in dagbouw. Na vijf jaar staakte ook dit bedrijf de activiteiten. De mijn ging nog verscheidene malen in andere handen over.
Van het dorp blijft niet veel meer over. Het ligt op een toeristische route vanuit Perenjori. Men kan er nog een oude mijnschacht, mijnwerkersgraven, het huis van de manager met een kluis ('strongroom') en enkele fundamenten waarnemen.

## Beschrijving
Rothsay maakt deel uit van het lokale bestuursgebied (LGA) Shire of Perenjori, een landbouwdistrict waarvan Perenjori de hoofdplaats is.
In 2016 telde de omgeving van het spookdorp Rothsay 158 inwoners. Er wordt nog steeds naar goud gezocht.
De 'Rothsay Heritage Trail' is een 180 kilometer lange toeristische autoroute die de landbouw- en goudmijngeschiedenis van Perenjori en Rothsay in kaart brengt.

## Ligging
Rothsay ligt ongeveer 400 kilometer ten noordnoordoosten van de West-Australische hoofdstad Perth, 280 kilometer ten oostzuidoosten van Geraldton en 75 kilometer ten oostnoordoosten van Perenjori.
Net ten zuiden van Rothsay ligt een startbaan: Rothsay Mine Airport (ICAO: YROT).

## Klimaat
De streek kent een warm steppeklimaat, BSh volgens de klimaatclassificatie van Köppen.